# Liopropoma carmabi
Liopropoma carmabi is een straalvinnige vissensoort uit de familie van zaag- of zeebaarzen (Serranidae). De wetenschappelijke naam van de soort werd voor het eerst geldig gepubliceerd in 1963 door de Amerikaanse ichtytoloog John Ernest Randall.